# Elezioni comunali in Liguria del 2021
Le elezioni comunali in Liguria del 2021 si sono tenute il 3 ottobre (con ballottaggio il 18 ottobre).

## Riepilogo sindaci eletti
| Provincia | Comune | Sindaco uscente | Sindaco uscente          | Sindaco eletto | Sindaco eletto     | Primo turno | Primo turno | Secondo turno | Secondo turno | Seggi   |
| Provincia | Comune | Sindaco uscente | Sindaco uscente          | Sindaco eletto | Sindaco eletto     | Voti        | %           | Voti          | %             | Seggi   |
| --------- | ------ | --------------- | ------------------------ | -------------- | ------------------ | ----------- | ----------- | ------------- | ------------- | ------- |
| Savona    | Savona |                 | Ilaria Caprioglio (Ind.) |                | Marco Russo (Ind.) | 11.971      | 47,49       | 13.883        | 62,25         | 20 / 32 |

## Provincia di Savona

### Savona
| Candidati                        | Candidati              | II turno             | II turno          | I turno | I turno | Liste                    | Voti   | %     | Seggi |
| Candidati                        | Candidati              | Voti                 | %                 | Voti    | %       | Liste                    | Voti   | %     | Seggi |
| -------------------------------- | ---------------------- | -------------------- | ----------------- | ------- | ------- | ------------------------ | ------ | ----- | ----- |
|                                  | Marco Russo ✔️ Sindaco | 13 883               | 62,25             | 11 971  | 47,79   | Partito Democratico - A1 | 4 764  | 20,12 | 9     |
| Patto per Savona                 | Marco Russo ✔️ Sindaco | 13 883               | 62,25             | 11 971  | 47,79   | 2 794                    | 11,80  | 5     |       |
| Riformiamo Savona (Az - IV - +E) | Marco Russo ✔️ Sindaco | 13 883               | 62,25             | 11 971  | 47,79   | 2 194                    | 9,26   | 4     |       |
| Sinistra per Savona (SI - PRC)   | Marco Russo ✔️ Sindaco | 13 883               | 62,25             | 11 971  | 47,79   | 1 571                    | 6,63   | 2     |       |
|                                  | Angelo Schirru         | 8 419                | 37,75             | 9 346   | 37,31   | Toti per Savona          | 3 113  | 13,15 | 3     |
| Lega                             | Angelo Schirru         | 8 419                | 37,75             | 9 346   | 37,31   | 2 444                    | 10,32  | 2     |       |
| Fratelli d'Italia                | Angelo Schirru         | 8 419                | 37,75             | 9 346   | 37,31   | 1 634                    | 6,90   | 2     |       |
| Schirru Sindaco                  | Angelo Schirru         | 8 419                | 37,75             | 9 346   | 37,31   | 1 410                    | 5,95   | 1     |       |
| Forza Italia - Unione di Centro  | Angelo Schirru         | 8 419                | 37,75             | 9 346   | 37,31   | 409                      | 1,73   | –     |       |
| Seggio di coalizione             | Seggio di coalizione   | Seggio di coalizione | 37,75             | 9 346   | 37,31   | 1                        |        |       |       |
|                                  | Manuel Meles           | Manuel Meles         | Manuel Meles      | 2 448   | 9,77    | Movimento 5 Stelle       | 1 526  | 6,44  | 1     |
| ConTe per Savona                 | Manuel Meles           | Manuel Meles         | Manuel Meles      | 2 448   | 9,77    | 634                      | 2,68   | –     |       |
| Seggio di coalizione             | Seggio di coalizione   | Seggio di coalizione | Manuel Meles      | 2 448   | 9,77    | 1                        |        |       |       |
|                                  | Luca Aschei            | Luca Aschei          | Luca Aschei       | 972     | 3,88    | Andare Oltre (A)         | 871    | 3,68  | –     |
| Seggio di coalizione             | Seggio di coalizione   | Seggio di coalizione | Luca Aschei       | 972     | 3,88    | 1                        |        |       |       |
|                                  | Francesco Versace      | Francesco Versace    | Francesco Versace | 312     | 1,25    | Savona Popolare          | 317    | 1,34  | –     |
| Totale                           | Totale                 | 22 302               | 100               | 25 049  | 100     |                          | 23 681 | 100   | 32    |
|                                  |                        |                      |                   |         |         |                          |        |       |       |
| Fonte: Ministero dell'interno    |                        |                      |                   |         |         |                          |        |       |       |

La lista contrassegnata con (A) è apparentata al secondo turno con Angelo Schirru.